# Clypeodytes insularis
Clypeodytes insularis är en skalbaggsart som beskrevs av Guignot 1956. Clypeodytes insularis ingår i släktet Clypeodytes och familjen dykare. Inga underarter finns listade i Catalogue of Life.